# 川野浩司
川野 浩司（かわの こうじ、1972年10月21日 - ）は、福岡県福岡市出身の映画監督。

## 略歴
九州ビジュアルアーツ映画学科卒業後、福岡の映像制作会社を経て豊田利晃監督作品などのスタッフを務める。2001年 テレビ朝日、セガ、電通、フォーサムによるドリームキャスト用実写ゲ−ムソフト『es』（三上博史、釈由美子）で監督デビュー。2006年やまじえびね原作コミックの『LOVE MY LIFE』を映画化。吉井怜、今宿麻美がレズビアン役を体当たりで演じ、作家石田衣良を初めて俳優として起用する。2007年11月にカナダのモントリオール国際LGBT映画祭にて「20/20 VISION AWARD」受賞。『青い春』『ナインソウルズ』『東京タワー 〜オカンとボクと、時々、オトン〜』のメイキングも手掛けている。
日経エンタテイメント2009年12月号の邦画監督本数ランキングで9位にランキングされた。

## 作品

### 映画作品
- 殺人ネット（2004年11月公開 / 出演：井村空美）
- GO LAST HEAVEN（自主映画）
- LOVE MY LIFE（2006年12月公開 / 出演：吉井怜、今宿麻美、石田衣良、高橋一生、平岩紙）
- 夏休みのような1ヶ月（2008年11月公開 / 出演：荒木宏文、山崎育三郎）
- 花ゲリラ（2009年2月公開 / 出演：小西遼生、伴杏里、永山たかし、馬場徹）
- 非女子図鑑「男の証明」オムニバス映画（2009年5月公開 / 出演：片桐はいり、小西遼生、池田鉄洋）
- 書の道（2009年12月公開 / 出演：柳下大、古原靖久、三浦涼介、牧田哲也、河合龍之介、平田弥里）
- アメイジンググレイス 儚き男たちへの詩（2011年8月公開/ 出演：窪塚俊介、宮田大三、神田沙也加、渋川清彦、美保純）
- ほしのふるまち（2011年3月26日（土）富山県先行公開/ 原作：原秀則/出演：中村蒼、山下リオ、児玉絹世、KG、柴田理恵、手塚理美）
- ギャングスタ（原作：新堂冬樹/ 出演：崎本大海、久保田悠来、佐々木喜英、滝口幸広、平田弥里、片山享、佐藤良洋）
- 行方不明（出演：高田里穂、なだぎ武、木ノ本嶺浩、津田寛治、佐藤良洋）
- 通学シリーズ 通学電車（出演：千葉雄大、松井愛莉）
- 通学シリーズ 通学途中（出演：中川大志、森川葵）
- アキはハルとごはんを食べたい（2023年6月2日公開/ 出演：赤澤遼太郎、高橋健介）

### ゲーム作品
- es（デビュー作）実写ゲーム（出演：三上博史、釈由美子）

### DVD作品
- スーパーボイスワールド（出演：田中理恵、豊口めぐみ、宍戸留美、野沢雅子）
- 映画「青い春」メイキング
- メール （出演：大谷みつ保）
- 連鎖怪談 ep.4「怨念」（出演：岡元あつこ）
- 着エロの女（出演：みひろ）
- ALL MY WISH（ダンスムービー）
- パーティ「ブックトレイラー」（原作：山田悠介）
- 映画「東京タワー オカンとボクと、時々、オトン」撮影の記録（メイキング）
- 蟹工船「ブックトレイラー」（出演：荒木宏文）
- 女子競泳反乱軍（出演：範田紗々、日高ゆりあ）
- 残酷飯店（出演：みひろ、黄金咲ちひろ）
- 井上雄彦meetsガウディ『pepita』「ブックトレイラー」
- 凶vol.1〜4（出演：佐伯めぐみ、松下萌子、天笠ちひろ、亜紗美）
- Sony Music Artistsプレゼンテーション2013→2014DVD
- ベイビーレイズ1stアルバム「自虎紹介」特典映像「虎ノ門学園〜僕のハートは誰のもの？〜」

### イメージDVD作品
- 金子さやか「TWO FACE」
- 村上恵梨「TWO FACE」
- 鈴木裕樹「プリンスシリーズ」
- 進藤学「GAKUEN」
- 鎌苅健太「25th-flow-」
- 村井良大「WILL」

### ドラマ作品
- I WILL（ケータイ音楽ドラマDOR@MO）（2009年7月配信 / 出演：恒吉梨絵、兼崎健太郎、吉井怜、マギー審司）
- 福岡恋愛白書5（2010年2月OA / 出演：金子さやか、桂亜沙美）
- まねドラ / その人々、ものまねにつき（2012年3月OA / 出演：末吉くん、福田彩乃、古賀シュウ）
- イタズラなKiss Love in TOKYO（2013年4月OA / 出演：未来穂香、古川雄輝）
- マネーの天使 （2016年1月〜OA / 出演：小籔千豊、片瀬那奈）

### LIVE作品
- 小坂忠 and SOUL CONNECTION / 「SOUL PARTY 2009」（2010年3月）

### PV作品
- FREENOTE  / 「ふたりをつなぐもの」（2009年9月発売）
- 吉田山田  / 「夏のペダル」（2010年6月発売）
- Missing Link  / 「サヨナラ feat. KURO from HOME MADE 家族」（2010年6月発売）

### 朗読劇作品
- 朗読劇『ドラゴン桜』 - 演出担当